# Parafia św. Jadwigi Śląskiej w Legnicy
Parafia Świętej Jadwigi Śląskiej w Legnicy znajduje się w dekanacie Legnica Zachód w diecezji Legnickiej.  Jej proboszczem jest ks. Wiesław Walendzik. Obsługiwana przez księży diecezjalnych. Erygowana 8 grudnia 2002. Mieści się przy ulicy Grabskiego.

## Ulice należące do parafii
Ulice w parafii:Dekarska, Grabskiego, Grunwaldzka, Grzybowa, Inwalidów, Jasińskiego, Jaworzyńska (nr parzyste 74-170, nieparzyste 59-153), Konopnickiej, Św. M. Kolbego (nr parzyste), Kubusia Puchatka, Kościuszki (nr nieparzyste od 37, parzyste od 38), Krasickiego, Leśna, Marcinkowskiego, Mieszka I, Monterska, Mostowa, Myśliwska, Okrzei (nr nieparzyste od 21, parzyste od 18), Podgórska, Poselska, Reja, Saneczkowa, Sienkiewicza, Słowackiego, Stroma, Wały Jaworzyńskie, Wojska Polskiego (nr nieparzyste od 23, parzyste od 22), Wyspiańskiego (nr 11 i 15), Wilcza, Wybickiego, Zduńska, Złotoryjska (nr parzyste 118-168), Żeromskiego, Żółkiewskiego.